# Mémorial du débarquement en Provence

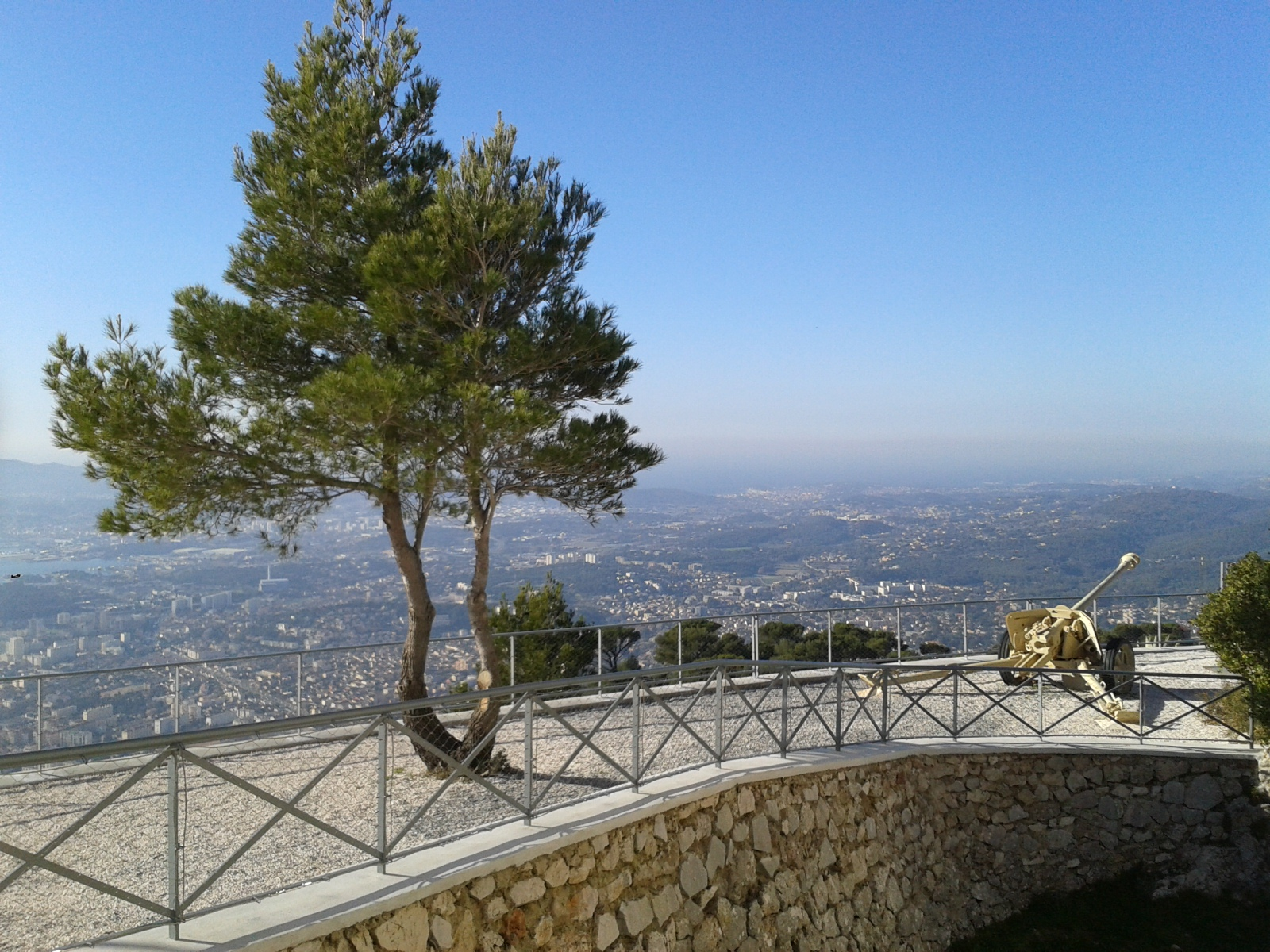
Le panorama sur la cote varoise.

Le mémorial du débarquement et de la libération de Provence, ou plus familièrement le mémorial du Mont-Faron, est situé sur les hauteurs nord de Toulon, sur le mont Faron dans le Var (France).
Propriété de l’État, le mémorial du Mont-Faron est consacré au débarquement allié du 15 août 1944 et à la libération de la Provence : l’opération Anvil-Dragoon qui permit aux Alliés de disposer des ports de Toulon et de Marseille, de libérer l’axe rhodanien, et d’accélérer ainsi la libération du territoire et leur progression vers l’Allemagne. Le mémorial met en avant le rôle incontournable des troupes françaises dans ces événements historiques, qui eut une importance capitale pour le destin de la France après la guerre. En effet, contrairement à la bataille de Normandie menée principalement par les troupes américaines, c’est l’armée B du général de Lattre de Tassigny qui a la charge des deux plus grandes batailles de la campagne en Provence, Toulon et Marseille. Cette contribution à l’effort de guerre permit d’assurer un rôle et une place à la France dans le concert mondial des nations d’après-guerre. 
Rénové, il rouvre ses portes au public en avril 2017. Il est l’un des dix « Hauts lieux de la mémoire nationale » du ministère des Armées, dont l’entretien et la valorisation sont placés sous la responsabilité de la direction des Patrimoines, de la Mémoire et des Archives (DMPA), et mis en œuvre par l’Office national des anciens combattants et victimes de guerre (ONAC-VG).

## Historique
Le mémorial du Mont-Faron commémore le débarquement allié en Provence le 15 août 1944, l'opération Anvil Dragoon.
En 1963, pour en choisir l'emplacement, Jean Sainteny, ministre des Anciens Combattants, proposa la ville de Toulon, dont la prise avait une importance capitale pour la libération de la Provence. Sur le mont, face à la rade, se trouvait la tour Beaumont, petit fortin militaire destiné à la surveillance du littoral érigée en 1845. Afin de réaliser le mémorial, l'architecte Pierre Pascalet en a utilisé les locaux, y appuyant une série de bâtiments bas. L'ensemble fut inauguré le 15 août 1964 par le général de Gaulle.
Dès 1958, la tour Beaumont, au sommet du mont Faron, est aménagée en Musée des Libérateurs de Toulon autour de deux figures historiques de la région : Napoléon Bonaparte et le général de Lattre de Tassigny, commandant de l’armée B. Inauguré en 1959, pour la mise en service du téléphérique, ce lieu est confié pendant 32 ans au Centre culturel et touristique du Faron, association sous la présidence du général Magnan, commandant en 1944 de la 9e DIC qui libéra Toulon.
C'est le Compagnon de la libération Constant Colmay, qui avait participé au débarquement comme Officier des équipages fusilier-marin, qui a été son premier conservateur.
En automne 1963, le gouvernement du général de Gaulle décide la création d’un musée commémoratif du débarquement de Provence entre Menton et Marseille. Pour en choisir l’emplacement, M. Sainteny, ministre des anciens combattants, propose Toulon dont la prise a eu une importance capitale pour la libération de la Provence. Bien qu’isolé, le mont Faron séduit par l’étendue de son panorama. À cet effet, la tour Beaumont et son terrain sont cédés, par le ministère de la Marine, au ministère des Anciens Combattants. La ville de Toulon, consciente de l’impact touristique, concède gratuitement une parcelle alentour de 2,720 m2. Afin de réaliser le mémorial, les architectes Pierre Pascalet et François Carpentier, aidés dans leur mission par le Comité du Mémorial, ont utilisé les locaux existants notamment la tour Beaumont, y adjoignant une série de bâtiments bas.
À l’occasion du 20e anniversaire du débarquement de Provence, le 15 août 1964, le Général de Gaulle inaugure le mémorial du Mont-Faron avec l’objectif de mettre en avant la participation des forces françaises à la libération du pays et à la victoire des alliés. Le mémorial se veut être le symbole de la France libérée par elle-même et redorer le sentiment de fierté nationale. Lors de cette inauguration, le Général de Gaulle échappe à un attentat de l'OAS, une bombe placée dans une jarre près de l'entrée n'explosant pas. Bien que le débarquement fut majoritairement mené par les Américains, c’est l’Armée B du général de Lattre de Tassigny composé aux deux tiers des troupes de l’ancien empire colonial, mais aussi la résistance, qui libèrent Toulon et Marseille. La participation des troupes françaises dans l’effort de guerre et la vision du Général de Gaulle d’une France forte, combattante et résistante ont contribué à redonner une place au pays dans le concert des nations d’après guerre.
À l’occasion du 50e anniversaire, le 14 août 1994, la commémoration du débarquement de Provence est un moyen pour la France d’entretenir symboliquement les liens avec ses anciennes colonies devenues indépendantes. 18 pays africains représentés par 14 chefs d’État et 4 délégations de rang ministériel (Togo, Gabon, Djibouti, Sénégal, Cameroun, Guinée, Burkina Faso, Tchad, Bénin, Mauritanie, Mali, Madagascar, Niger et Centrafrique) assistent aux côtés du président de la République française à la revue navale commémorant le débarquement de Provence.
Le 15 août 2014, François Hollande, président de la République, a annoncé la rénovation du mémorial lors de la cérémonie de commémoration du 70e anniversaire du débarquement de Provence, souhaitant qu’il devienne « le mémorial du débarquement et de la libération de Provence ». Rénové, il rouvre ses portes au public le 3 avril 2017 après une inauguration officielle par François Hollande le 16 mars 2017,. Le mémorial rénové rend hommage à tous les combattants, qu’ils soient « Français libres, soldats venus d’Afrique, résistants et alliés ». Sa rénovation a permis d’adapter la muséographie au public du XXIe siècle afin de le rendre plus attractif, renforcer sa vocation pédagogique et l’inscrire sur son territoire. Débuté en septembre 2014, le projet de refonte est placé sous la responsabilité de la DMPA en qualité de maître d’ouvrage. L’ONAC-VG en assure la mise en œuvre en qualité de maître d’ouvrage délégué. Il s’appuie sur l’expertise d’un comité scientifique, présidé par le professeur Jean-Marie Guillon, et du service d’infrastructure de la défense (SID) pour les travaux. La restauration du mémorial a ainsi pu être achevée dix-huit mois après l’annonce présidentielle.